# Mustakurmu
Mustakurmu – wieś w Estonii, w prowincji Põlvamaa, w gminie Ahja.